# تاگا، شیگا
تاگا، شیگا (به لاتین: Taga, Shiga) یک منطقهٔ مسکونی در ژاپن است که در استان شیگا واقع شده‌است. تاگا ۸٬۳۲۲ نفر جمعیت دارد.